# Nordborg
Nordborg è una città della Danimarca. Nordborg si trova nella parte settentrionale dell'isola di Als e fa parte del comune di Sønderborg.
Fino al 1º gennaio 2007 era capoluogo dell'omonimo comune soppresso in seguito alla riforma amministrativa.

## Curiosità
A Nordborg nacque l'astronomo Theodor Brorsen.
La città è stata fortemente influenzata dalla presenza di Danfoss, un produttore globale di componenti per applicazioni di refrigerazione e condizionamento, riscaldamento e controllo del movimento, con sede in città e fondata nel 1933.
All'interno della città si trova il Castello di Nordborg, un castello storico i cui locali sono attualmente utilizzati come collegio.